# Calamagrostis sajanensis
Calamagrostis sajanensis là một loài thực vật có hoa trong họ Hòa thảo. Loài này được Malyschev mô tả khoa học đầu tiên năm 1961.